# Fährstraße 11 (Stralsund)

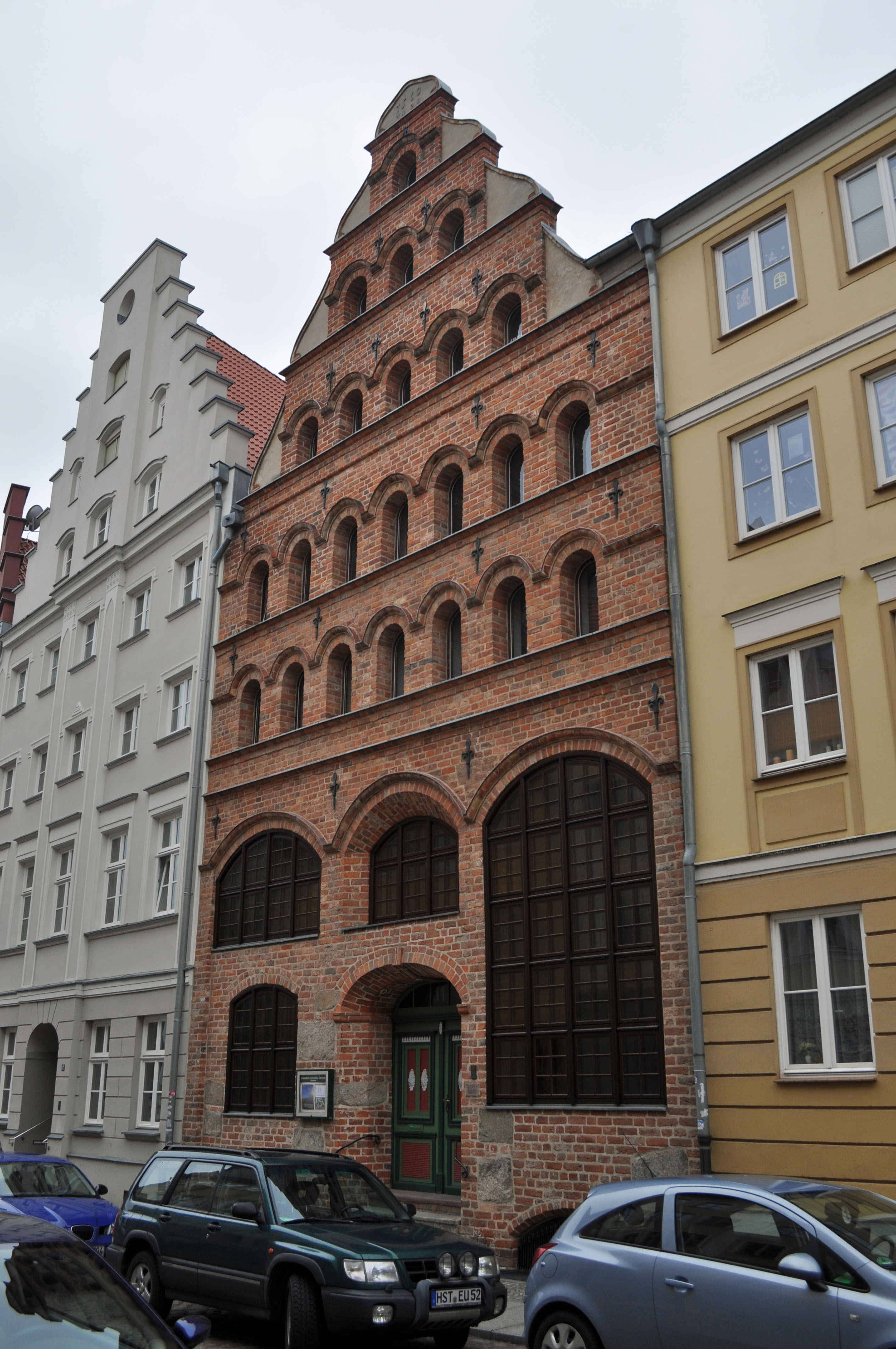
Das Haus Fährstraße 11 in Stralsund (2012)

Das Gebäude mit der postalischen Adresse Fährstraße 11 ist ein denkmalgeschütztes Bauwerk in der Fährstraße in Stralsund.
Das giebelständige Gebäude aus Backstein wurde im Jahr 1602 errichtet. Später wurde es überformt. Bei einer umfassenden Sanierung in den Jahren 1987 bis 1992 wurden die Veränderungen beseitigt und die Renaissanceform wiederhergestellt.
Im unteren Bereich weist die Fassade ein mittiges korbbogiges Portal auf; die Haustür wurde Anfang des 19. Jahrhunderts gefertigt. Rechts davon ist das große Fenster der Diele, links und oberhalb sind weitere segmentbogige Fenster angeordnet. Darüber liegen zwei Speichergeschosse und ein dreigeschossiger Giebel.
Das Haus liegt im Kerngebiet des von der UNESCO als Weltkulturerbe anerkannten Stadtgebietes des Kulturgutes „Historische Altstädte Stralsund und Wismar“. In die Liste der Baudenkmale in Stralsund ist es mit der Nummer 165 eingetragen.